# Бертхолд фон Хайлигенберг
Бертхолд фон Хайлигенберг (на немски: Berthold Graf von Heiligenberg; † 17 януари 1298) е последният граф от род Хайлигенберг на северозападния бряг на Боденското езеро в Баден-Вюртемберг, като Бертхолд II фон Хайлигенберг епископ на Кур (1290/1291 – 1298) в кантон Граубюнден в Швейцария.
Той е син на граф Бертхолд II фон Хайлигенберг († 1262) и съпргата му Хедвиг фон Верденберг († 1275), дъщеря на граф Рудолф I фон Верденберг († 1244/1247) и Клеменция фон Кибург († 1249), дъщеря на граф Вернер I фон Кибург († 1228) и принцеса Аликс от Лотарингия († 1242), дъщеря на херцог и маркграф Фридрих (Фери) II от Горна Лотарингия († 1213) и Агнес (Томазия) фон Бар († 1226).
Бертхолд II фон Хайлигенберг е 1278 г. каноник в Констанц, от 1280 до 1290 г. каноник в Кур. През 1290/1291 г. той става епископ на Кур след Фридрих фон Монфор. През 1291 г. той е в Рим и се съюзява 1293 г. с Висконтите от Милано. Той се разбира с господарите фон Аспермон и фрайхерен фон Фац. През 1294 г. той залага замък Грепланг. Той продава през 1277 г. графството Хайлигенберг на чичо си Хуго I фон Верденберг-Хайлигенберг († 1280), брат на майка му.